# 덕양서원 (고흥군)
덕양서원(德陽書院)은 대한민국 전라남도 고흥군 동일면 덕흥리에 있는 서원이다. 또한 덕양서원은 1984년 2월 29일에 전라남도의 문화재자료 제 53호로 지정되었다.

## 개요
조선 후기 문신인 한포재 이건명의 학문과 덕행을 기리기 위해 세운 서원이다.
이건명(1663∼1722)은 숙종 22년(1684)에 이조정랑이 된 후 여러 관직을 거쳐 숙종 44년(1718)에는 우의정, 2년 뒤에는 좌의정에 오르기도 하였다. 그는 시문과 서예에 조예가 깊었으며, 특히 송설체가 뛰어났다. 그의 저술서로는 『한포재집』이 있다.
이 서원은 영조 44년(1768)에 유허비를 세우면서 사당 형태로 세웠다. 그 뒤 1928년에 비각을 고쳐 세우고 서원을 세웠으며, 황재 이기천·송애 정동준·돈암 이린기·도사 오광생·양촌 노주관·입재 문악연·정소송·정난파·명중화의 위패를 추가로 모셨다.
현재 서원의 건물로는 사당, 숭양당, 경의문, 내삼문, 비각, 기타 관리사 등이 있다. 사당은 앞면 3칸·옆면 1칸 규모로, 지붕은 옆면에서 볼 때 사람 인(人)자 모양인 맞배지붕이다. 비각은 앞면 3칸·옆면 1칸 규모에 지붕은 맞배지붕으로 되어 있다.

## 같이 보기
- 이건명

## 참고 문헌
- 덕양서원 - 국가유산청 국가유산포털